# Монгидоро
Монгидоро (итал. Monghidoro, эмил.-ром. Dscargalèsen, местн. Mùnghidôr, Scargalásen) — коммуна в Италии, в регионе Эмилия-Романья, подчиняется административному центру Болонья.
Население составляет 3613 человека, плотность населения — 75 чел./км². Занимает площадь 48 км². Почтовый индекс — 40063. Телефонный код — 051.
В коммуне 15 августа особо празднуется Успение Пресвятой Богородицы.

## Города-побратимы
- Ребек, Бельгия (2002)